# Münchhausen by proxy

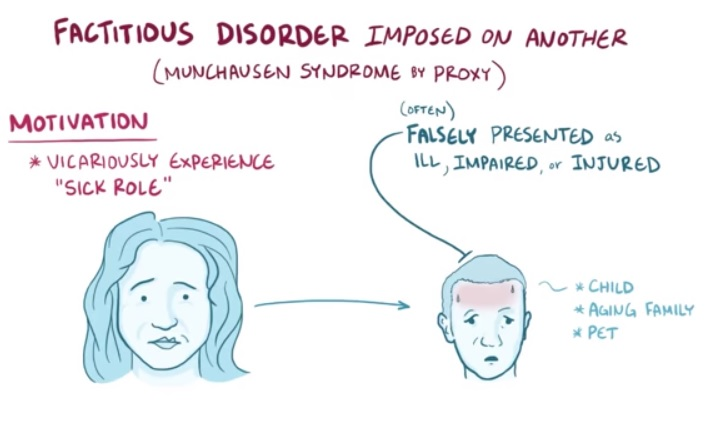
Beskrivning av MBP

Münchhausen by proxy, MBP,  även kallat Münchhausen syndrom genom ombud eller barnmisshandel genom förfalskning, förfalskat pediatrisk tillstånd (FPT) eller barnmisshandel genom sjukvårdsinsatser (BMSI), är en form av barnmisshandel, och hos förövaren en slags psykiatrisk störning som har klara likheter med Münchhausens syndrom. Münchhausen by proxy innebär att förövaren spelar rollen som ombud och räddare för en sjuk eller "sjuk" person. Det rör sig vanligen om en av föräldrarna (nästan alltid modern) som använder sitt eget barn som "sjukdomsbärare" och som tillfogar barnet den skada som behövs för att det ska fortsätta att vara sjukt (och behöva "räddas"). Förövaren antas ha egna (psykologiskt rotade) behov som väger tyngre än omsorgen om barnet det slutar med att barnet används som ett verktyg för egna mål. Diagnosen avser förövaren, inte den utsatta personen/barnet. Vidare är depression hos förövaren vanligt och en samsjuklighet med personlighetssyndom (framför allt histrioniskt, narcissistiskt, borderline/EIPS, ospecifikt, ängsligt) är snarare regel än undantag. Det barnet utsätts för kan vara mycket farligt och kan i svårare fall leda till döden, se Uppmärksammade fall. Münchhausen by proxy är i första hand en form av barnmisshandel; minsta signal bör orosanmälas till socialtjänst och polis.    
Den primära drivkraften bakom tillståndet antas vara den uppmärksamhet och bekräftelse som förövaren får genom den "hjälteroll" hen manipulerat sig till från vårdpersonal och omgivning. Det finns en tydlig koppling till modersrollen och en identitet som "supermamma" även om förövaren inte alltid är mor eller av kvinnligt kön, ca 95% av förövarna är mödrar. Orsaken bakom kopplingen till modersrollen och att just mödrar kan börja misshandla sina barn på detta vis är inte fastställd men antas vara att modern oftast står närmast under nyfödd- och spädbarnsperioden samtidigt som hon själv kan ha olika psykologiskt rotade behov. De beteenden som associeras med Münchhausen by proxy börjar oftast redan under den tidigaste perioden av barnets liv. Tillståndet är skilt från, men kan samexistera med bedrägeriformen "malingering by proxy" (förälder/ombud som simulerar, manipulerar barnet till att simulera eller som överdriver barnets behov för ekonomisk vinning, exempelvis olika former av vårdbidrag).
Två ofta överlappande spår har identifierats; framkallande av symptom och/eller förfalskning av sjukdomshistorik. Symptom kan framkallas genom exempelvis förgiftning, kvävning eller annan fysisk misshandel. Även hos barn med en konstaterad (icke fabricerad) sjukdom såsom allergi, diabetes eller epilepsi kan symptom framkallas genom att föräldern medvetet ger barnet för mycket eller för lite läkemedel. Det är annars vanligt att dessa föräldrar förfalskar barnens historik och uppger att barnen brukar kaskadkräkas, ha anfall, kraftiga blödningar, feber och/eller andningsuppehåll men symptomen kan vara svåra att objektivt verifiera på sjukhuset. Detta glapp leder lätt till förvirring hos vårdpersonalen samtidigt som uppgifterna måste tas på allvar, givet allvaret i dem. Barnen kan med tiden överta föräldrarnas verklighetsbeskrivning, lära sig framkalla symptom och i vuxen ålder själva visa tecken på Münchhausens syndrom. Försenad psykisk utveckling liksom kognitiva svårigheter kan presenteras som en del av problemet och har i ett känt fall använts för att bortförklara barnets rop på hjälp när det blivit äldre, förstått att något var fel och kunnat tala för sig (se Uppmärksammade fall). Samspelet mellan barn och förälder är i grunden stört men kan framstå normalt och den andra föräldern och vårdgivaren kan vara ovetande om vad som egentligen försiggår. Föräldrar med Münchhausen by proxy brukar förneka all kännedom om orsaken till sina barns sjukdomsbild t.o.m. i de fall där det funnits dold videoövervakning där de setts försöka kväva sina barn. Föräldrarna är i regel medvetna och kan exempelvis ändra innehållet i kurvor, registreringar och provtagningar, liksom byta läkare eller flytta för att undgå upptäckt (se Symptom och varningssignaler). 
Tillståndet är mycket ovanligt och i Sverige upptäcks 3–10 fall årligen; i USA upptäcks cirka 1 200 fall per år. Mörkertalet är svårt att uppskatta.

## Symptom och varningssignaler
Tillståndet är mycket svårt att upptäcka. Exempel på varningssignaler kan vara att ett barn har en oklar symptombild med motsägelsefulla utredningsresultat, att föräldern är överengagerad eller tycks vara alltför sjukvårdskunnig samt ogärna lämnar barnet ensamt. Akuta tecken och symptom på sjukdom kan försvinna när föräldern separeras från barnet. Förälderns beteende är i allmänhet mycket manipulativt. Föräldern kan vara tacksam och stötta vårdpersonalen (som ibland kan få mer stöd än vad barnet får) men om personalen nekar fler undersökningar, ingrepp eller andra insatser, eller de insatser föräldern vill ha, kan denne dock skifta snabbt. Föräldern kan gå över till att försöka manipulera genom att exempelvis framställa vårdsystemet som svikare som inte vill hjälpa ett sjukt barn och en kämpande förälder,  ta tillbaka leksaker som donerats till sjukhuset eller demonstrativt lämna sjukhuset med barnet för att markera. Obehaget inför risken att råka i konflikt kan av vårdpersonalen upplevas som starkt. Vidare leder inte alltid sjukvårdsinsatser till den lättnad och det mottagande personalen hoppats på utan det kan lätt övergå i nya krav. "Sjukhusshopping" (att ständigt byta läkare eller sjukhus) är vanligt, något som också försvårar upptäckt.
Symptom och varningssignaler inkluderar:
- Ett barn som har ett eller flera medicinska tillstånd som inte svarar på behandling, har ett till synes ovanligt och/eller svårbegripligt sjukdomsförlopp.
- Kliniska fynd som är mycket ovanliga eller omöjliga, avvikande och/eller sådana som inte går ihop med barnets nuvarande tillstånd eller historik.
- En förälder som framstår som medicinskt kunnig, kanske även fascinerad av sådan information eller sjukhusskvaller, som verkar trivas i sjukhusmiljön och/eller visar intresse för andra patienters problem.
- En förälder som är mycket uppmärksam och engagerad och ovillig att lämna barnets sida och kan själv behöva konstant uppmärksamhet.
- En förälder som kan upplevas lugn i situationer som normalt hade varit mycket påfrestande och som samtidigt är stöttande gentemot läkaren, eller en som upplevs arg, nedvärderar vårdpersonalen och som kräver fler insatser, fler ingrepp, second opinions, och/eller förflyttning till mer specialiserade eller sofistikerade vårdgivare.
- En förälder som själv arbetar inom sjukvården eller har ett stort medicinintresse.
- Barnets symptom kan minska eller rentav försvinna när föräldern är frånvarande.
- En familjehistorik av liknande eller oförklaring sjukdom eller döda syskon.
- En förälder som uppvisar symptom som liknar barnets eller har en historik av detta.
- En känslomässig distans föräldrarna emellan och den andra föräldern kan ofta lysa med sin frånvaro trots att barnet är eller uppges vara svårt sjukt.
- En förälder som berättar om dramatiska händelser såsom inbrott, bränder eller trafikolyckor som påverkar dem och familjen medan barnet får behandling.
- En förälder som har ett till synes omättligt behov av beröm och/eller som anstränger sig för att få omgivningens eller samhällets bekräftelse för sina insatser.
- Barnets tillstånd försämras på ett oförklarligt vis när utskrivning blir aktuellt.
- Att barnet lärt sig leta efter signaler från föräldern för att kunna simulera sjukdom när vårdpersonal anländer/är närvarande.
- Ett barn som besitter kunskaper om sin sjukdom eller medicinsk terminologi på en nivå som inte är åldersadekvat.
- Ett barn som kommer till akutmottagningen med en historik av upprepad sjukdom, skador eller slutenvård.

## Djur som offer
Det finns fallbeskrivningar där den sjuke, i stället för att välja människor väljer djur som den sjuke är ombud för. Ännu har ingen större studie, utan endast fallbeskrivningar, om denna form gjorts.

## Kriterier enligt DSM-5
A. Personen förfalskar kroppsliga eller psykologiska sjukdomstecken eller symptom, eller framkallar avsiktligt skada eller sjukdom, hos en annan person i bedrägligt syfte.
B. Personen försätter inför andra en annan person (offret) i rollen som sjuk, funktionsnedsatt eller skadad.
C. Det bedrägliga beteendet fortgår även i frånvaro av uppenbar yttre vinning.
D. Beteendet förklaras inte bättre med någon annan form av psykisk ohälsa som vanföreställningssyndrom eller annan psykossjukdom.
Enstaka period eller återkommande perioder (vid två eller fler tillfällen utan saklig grund uppgivit sig vara sjuk och/eller framkallat skada i bedrägligt syfte) kan också specificeras.

## Uppmärksammade fall
- En mor i Härnösand dömdes av Ångermanlands tingsrätt (2024) till fängelse i sex år för synnerligen grov misshandel och grov misshandel efter att bland annat ha gett dottern insulin och antidepressiva preparat hon inte behövt, infekterat henne med fem olika tarmbakterier via infarter och sett till att hon fick PEG och CVK insatt och genomgick onödiga undersökningar. Flickan, som var i förskoleåldern, hamnade i ett livshotande tillstånd (sepsis) och det ansågs osannolikt att infektionen kunnat uppkomma naturligt. Flickan fick också lågt blodsocker och kramper. Åklagaren framförde belägg för att det handlade om Münchhausen by proxy. Modern friades från mordförsök. Domen är överklagad.[6][26][27]
- Beverley Allitt, eller Dödsängeln, var en brittisk sjuksköterska som mördade eller skadade nio barn på sin arbetsplats mellan februari och mars 1991.
- Wendi Scott dömdes 16 november 2007 i Maryland, USA, för att under tre års tid ha förgiftat sin dotter med magnesium för att framkalla symtom på leukemi.[28]
- Genene Jones dömdes 1985 för ett mord och ett mordförsök på barnavdelningen vid sjukhuset i San Antonio, Texas, där hon jobbade. Jones misstänktes för ytterligare 49 mord.
- Shauna Taylor förgiftade sin dotter med paracetamol och järntillskott till den grad att hon nästan dog av leverskador. Dotterns syskon framträdde senare hos Dr Phil och menade att alla i syskonskaran blivit mer eller mindre utsatta för en liknande behandling.[29] Taylor fick diagnosen Münchhausen by proxy och dömdes till 12 års fängelse för det hon gjort mot sin dotter.[30]
- Efter att Clauddine ”Dee Dee” Blanchard blivit mördad i sitt hem i Missouri 2015 framkom det att den vuxna dottern Gypsy Rose blivit manipulerad hela livet till att tro att hon hade leukemi, intellektuell funktionsnedsättning och muskeldystrofi och tvingats genomgå otaliga onödiga ingrepp; efter moderns död konstaterades hon vara frisk. Dottern hade räknat ut att hon kunde äta utan sond och inte behövde rullstolen men spelade med av rädsla. Blanchard hänvisade till den påhittade intellektuella nedsättningen, att man inte kunde ta dottern på allvar, när hon lyckats rulla iväg och rymma. Blanchard avskärmade sig och dottern från faderns insyn, bröt kontakten med en neurolog som kom problemet på spåren, behövde inte arbeta och manipulerade till sig stora summor i vårdbidrag, Disneyworld-besök, Hollywoodstjärnors uppmärksamhet och ett tillgänglighetsanpassat hus, liksom underhåll som fadern fortsatte betala efter det att dottern blivit myndig i tron att hon inte kunde leva ett självständigt liv. Dottern skaffade en pojkvän på nätet och övertygade honom att döda Blanchard för att frita henne. I en intervju från fängelset med Dr Phil berättade hon att hon först efter mordet insåg att moderns bluff kunnat avslöjas om hon bara rest sig ur rullstolen när andra såg på.[31]

## Namnets ursprung
Begreppet Münchhausen by proxy myntades av britten Roy Meadow, som blev adlad för sitt framstående arbete inom barnhälsovården. Münchhausens syndrom, där den drabbade spelar sjuk, har i sin tur fått sitt namn efter Baron von Münchhausen (1720–1797) vars vansinniga, lögnaktiga och äventyrliga historier hör till den klassiska underhållningslitteraturen. En gång ska han ha lyft sig själv i håret och räddat sig själv från döden efter att ha gått ner sig i ett träsk i Ryssland. Han flög på kanonkulor i Turkiet och seglade till månen. Ju mer spektakulärt desto bättre.